# Villechien
Villechien är en kommun i departementet Manche i regionen Normandie i norra Frankrike. Kommunen ligger i kantonen Mortain som tillhör arrondissementet Avranches. År 2018 hade Villechien 172 invånare.

## Befolkningsutveckling
Antalet invånare i kommunen Villechien
| Referens: INSEE |